# 16092 Anudeepgolla
16092 Anudeepgolla è un asteroide della fascia principale. Scoperto nel 1999, presenta un'orbita caratterizzata da un semiasse maggiore pari a 2,404217 UA e da un'eccentricità di 0,145496, inclinata di 0,599515° rispetto all'eclittica. Ha un diametro di 2,973 km.